# Jonas Hofmann
Jonas Hofmann (* 14. července 1992) je německý profesionální fotbalista, který hraje na pozici pravého křídelníka za klub Bayer 04 Leverkusen a německý národní tým.

## Klubová kariéra

### Počátky kariéry
Hofmann začal svou klubovou kariéru v roce 1998, kdy hrál za FC Rot v obci Sankt Leon-Rot a zůstal tam až do konce sezóny 2003/04, než přestoupil do Hoffenheimu v sezóně 2004/05. Hofmann debutoval za TSG 1899 Hoffenheim II v dubnu 2011 při vítězství 1:0 nad TSV 1860 München. Na konci sezóny 2010/11, kdy hrál za TSG 1899 Hoffenheim II, měl Hofmann odehráno pět ligových zápasů, ve kterých vstřelil dva góly.

### Borussia Dortmund
V sezóně 2011/12 podepsal Hofmann smlouvu s Borussií Dortmund do 30. června 2015; a byl zařazen do týmu Borussia Dortmund II pro sezónu 2011/12. Hofmann debutoval za Borussii Dortmund II 6. srpna při vítězství 2:0 na hřišti 1. FC Kaiserslautern II, kde vstřelil svůj první gól sezóny 2011/12. Dne 10. září se Hofmannovi podařilo vstřelit dva góly při vítězství 4:0 na hřišti FC Schalke 04 II. V bundesligové sezóně 2012/13 byl Hofmann zařazen do prvního týmu Borussie Dortmund.
Hofmann debutoval v prvním týmu Borussie Dortmund 16. prosince 2012, kdy Borussia vyhrála 3:1 na hřišti TSG 1899 Hoffenheim, a Hofmann nastoupil jako náhradník v 89. minutě. Dne 6. dubna 2013 odehrál svůj první zápas v Bundeslize a připsal si asistenci na branku Juliana Schiebera, který dal vyrovnávací gól z blízka na 2:2 při domácím vítězství Dortmundu 4:2 nad FC Augsburg.
Dne 27. července 2013 vyhrál Hofmann s Dortmundem DFL-Supercup po výhře 4:2 nad rivaly z Bayernu Mnichov. Hofmannův první gól za Borussii Dortmund přišel 18. srpna v zápase proti Eintrachtu Braunschweig, když nastoupil jako náhradník ve druhém poločase. Dne 12. dubna 2014 Hofmann vstřelil třetí gól při vítězství Dortmundu 3:0 nad Bayernem Mnichov v Allianz Areně. Dne 13. srpna 2014 vyhrál s Dortmundem znovu DFL-Supercup.
Během letního přestupového okna v roce 2014 se Borussia dohodla na ročním hostování Hofmanna, který měl odejít do 1. FSV Mainz 05 do 30. června 2015. Byl zraněný většinu sezony 2014/15 a ve 12 zápasech za Mohuč vstřelil 3 góly, než se vrátil do Dortmundu.
Dne 30. července 2015 vstřelil Hofmann svůj první gól v evropských pohárech při vítězství 1:0 nad rakouským týmem Wolfsberger AC v prvním zápase třetího předkola Evropské ligy UEFA.

### Borussia Mönchengladbach
Dne 29. prosince 2015 bylo oznámeno, že Hofmann přestoupí 1. ledna 2016 do Borussie Mönchengladbach, přičemž podepíše čtyřletou smlouvu do roku 2020. Poté, co se ke Gladbachu připojil během zimní přestávky, debutoval 23. ledna 2016 při prohře 1:3 proti svému bývalému klubu Dortmundu.
Hofmann vstřelil svůj první gól za klub 9. března 2017 v zápase osmifinále Evropské ligy UEFA proti dalšímu bundesligovému celku Schalke 04. Zápas skončil remízou 1:1 a Gladbach nakonec vypadl kvůli pravidlu venkovních gólů po tom, co dvojzápas skončil 3:3.
Dne 18. října 2018 vstřelil Hofmann svůj první profesionální hattrick při ligovém vítězství 4:0 nad svým bývalým klubem, Mohučí. Hofmann podepsal novou smlouvu s Gladbachem 16. dubna 2019, čímž prodloužil svoje angažmá v klubu do roku 2023. Dne 21. října 2020 vstřelil svůj první gól v Lize mistrů UEFA při remíze 2:2 na hřišti Interu Milán v prvním zápase sezóny 2020/21. Dne 8. ledna 2021 dal dvě branky a připsal si i asistenci při historickém vítězství 3:2 nad Bayernem Mnichov.

### Bayer Leverkusen
Dne 5. července 2023 podepsal Hofmann smlouvu s Bayerem Leverkusen do roku 2027 poté, co klub aktivoval jeho výstupní klauzuli ve výši 10 milionů eur. Dne 12. srpna 2023 debutoval a vstřelil gól v odvetě DFB-Pokalu, kde jeho tým vyhrál 8:0 nad Teutonia Ottensen.

## Reprezentační kariéra
Hofmann hrál mezi lety 2009 a 2010 za německou reprezentaci do 18 let a svůj poslední zápas za tuto reprezentaci odehrál 25. března 2010 při vítězství nad Francií U18, poté se stal členem německé reprezentace do 21 let.
V říjnu 2020 byl Joachimem Löwem povolán, aby reprezentoval německý národní tým v zápasech proti Turecku, Ukrajině a Švýcarsku. Svůj debut si odbyl 7. října 2020 v přátelském zápase proti Turecku. Dne 19. května 2021 byl vybrán do týmu pro Mistrovství Evropy ve fotbale 2020. Později toho roku, 5. září, vstřelil svůj první gól při vítězství 6:0 nad Arménií během kvalifikace na Mistrovství světa ve fotbale 2022.

## Podnikání
Hofmann vlastní tři restaurace Subway v okolí Heidelbergu.

## Statistiky

### Klubové
Platí k zápasu hranému 17. května 2025.
| Klub                     | Sezóna            | Liga              | Liga   | Liga | Národní pohár | Národní pohár | Kontinentální | Kontinentální | Ostatní | Ostatní | Celkově | Celkově |
| Klub                     | Sezóna            | Soutěž            | Zápasy | Góly | Zápasy        | Góly          | Zápasy        | Góly          | Zápasy  | Góly    | Zápasy  | Góly    |
| ------------------------ | ----------------- | ----------------- | ------ | ---- | ------------- | ------------- | ------------- | ------------- | ------- | ------- | ------- | ------- |
| TSG Hoffenheim II        | 2010/11           | Regionalliga Süd  | 5      | 2    | —             | —             | —             | —             | —       | —       | 5       | 2       |
| Borussia Dortmund II     | 2011/12           | Regionalliga West | 35     | 10   | —             | —             | —             | —             | —       | —       | 35      | 10      |
| Borussia Dortmund II     | 2012/13           | 3. Liga           | 35     | 5    | —             | —             | —             | —             | —       | —       | 35      | 5       |
| Borussia Dortmund II     | 2013/14           | 3. Liga           | 1      | 0    | —             | —             | —             | —             | —       | —       | 1       | 0       |
| Borussia Dortmund II     | Celkově           | Celkově           | 71     | 15   | 0             | 0             | 0             | 0             | 0       | 0       | 71      | 15      |
| Borussia Dortmund        | 2012/13           | Bundesliga        | 3      | 0    | 0             | 0             | 0             | 0             | 0       | 0       | 3       | 0       |
| Borussia Dortmund        | 2013/14           | Bundesliga        | 26     | 2    | 5             | 1             | 8             | 0             | 0       | 0       | 39      | 3       |
| Borussia Dortmund        | 2014/15           | Bundesliga        | 2      | 0    | 0             | 0             | 0             | 0             | 1       | 0       | 3       | 0       |
| Borussia Dortmund        | 2015/16           | Bundesliga        | 7      | 1    | 1             | 0             | 6             | 1             | —       | —       | 14      | 2       |
| Borussia Dortmund        | Celkově           | Celkově           | 38     | 3    | 6             | 1             | 14            | 1             | 1       | 0       | 59      | 5       |
| Mohuč (hostování)        | 2014/15           | Bundesliga        | 10     | 3    | 0             | 0             | 0             | 0             | —       | —       | 10      | 3       |
| Borussia Mönchengladbach | 2015/16           | Bundesliga        | 8      | 0    | 0             | 0             | —             | —             | —       | —       | 8       | 0       |
| Borussia Mönchengladbach | 2016/17           | Bundesliga        | 21     | 0    | 3             | 1             | 5             | 1             | —       | —       | 29      | 2       |
| Borussia Mönchengladbach | 2017/18           | Bundesliga        | 23     | 0    | 2             | 1             | —             | —             | —       | —       | 25      | 1       |
| Borussia Mönchengladbach | 2018/19           | Bundesliga        | 27     | 5    | 2             | 1             | —             | —             | —       | —       | 29      | 6       |
| Borussia Mönchengladbach | 2019/20           | Bundesliga        | 24     | 5    | 2             | 0             | 3             | 0             | —       | —       | 29      | 5       |
| Borussia Mönchengladbach | 2020/21           | Bundesliga        | 24     | 6    | 4             | 1             | 5             | 1             | —       | —       | 33      | 8       |
| Borussia Mönchengladbach | 2021/22           | Bundesliga        | 26     | 12   | 2             | 0             | —             | —             | —       | —       | 28      | 12      |
| Borussia Mönchengladbach | 2022/23           | Bundesliga        | 31     | 12   | 2             | 2             | —             | —             | —       | —       | 33      | 14      |
| Borussia Mönchengladbach | Celkově           | Celkově           | 184    | 40   | 17            | 6             | 13            | 2             | 0       | 0       | 214     | 48      |
| Bayer Leverkusen         | 2023/24           | Bundesliga        | 32     | 5    | 5             | 1             | 9             | 2             | —       | —       | 46      | 8       |
| Bayer Leverkusen         | 2024/25           | Bundesliga        | 11     | 2    | 2             | 1             | 4             | 0             | 0       | 0       | 17      | 3       |
| Bayer Leverkusen         | Celkově           | Celkově           | 43     | 7    | 7             | 2             | 13            | 2             | 0       | 0       | 63      | 11      |
| Celkově v kariéře        | Celkově v kariéře | Celkově v kariéře | 351    | 70   | 30            | 9             | 40            | 5             | 1       | 0       | 422     | 84      |

### Reprezentační
Platí k zápasu hranému 17. října 2023.
| Národní tým | Rok     | Zápasy | Góly |
| ----------- | ------- | ------ | ---- |
| Německo     | 2020    | 2      | 0    |
| Německo     | 2021    | 8      | 2    |
| Německo     | 2022    | 9      | 2    |
| Německo     | 2023    | 4      | 0    |
| Celkově     | Celkově | 23     | 4    |

#### Reprezentační góly
Skóre a výsledky Německa jsou vždy zapsány jako první. Góly Jonase Hofmanna jsou zvýrazněny.
| Gól | Datum              | Místo                                                 | Soupeř   | Skóre | Výsledek | Soutěž                                           |
| --- | ------------------ | ----------------------------------------------------- | -------- | ----- | -------- | ------------------------------------------------ |
| 1.  | 5. září 2021       | Mercedes-Benz Arena, Stuttgart, Německo               | Arménie  | 5:0   | 6:0      | Kvalifikace na Mistrovství světa ve fotbale 2022 |
| 2.  | 14. listopadu 2021 | Stadion republiky Vazgena Sargsjana, Jerevan, Arménie | Arménie  | 4:1   | 4:1      | Kvalifikace na Mistrovství světa ve fotbale 2022 |
| 3.  | 7. června 2022     | Allianz Arena, Mnichov, Německo                       | Anglie   | 1:0   | 1:1      | Liga národů UEFA 2022/23                         |
| 4.  | 11. června 2022    | Puskás Aréna, Budapešť, Maďarsko                      | Maďarsko | 1:1   | 1:1      | Liga národů UEFA 2022/23                         |

## Úspěchy
Borussia Dortmund
- DFL-Supercup: 2013, 2014

Bayer Leverkusen
- Bundesliga: 2023/24
- DFB-Pokal: 2023/24
- DFL-Supercup: 2024